# Kéraban-le-Têtu (pièce de théâtre)
Pour le roman, voir Kéraban-le-Têtu.
Kéraban-le-Têtu est une pièce en cinq actes et un prologue de Jules Verne, d'après le roman éponyme du même auteur. La première représentation eut lieu le 3 septembre 1883 au théâtre de la Gaîté-Lyrique.

## Résumé de l'intrigue
La pièce suit fidèlement la trame du roman, sans y déroger. Kéraban, négociant en tabac d'origine turque, personnage têtu et coléreux, afin de ne pas acquitter l'impôt dérisoire voté par le gouvernement pour la traversée du Bosphore qui le met à quelques minutes de sa demeure, décide de faire le tour de la mer Noire pour rentrer chez lui. Dans ce voyage improbable, il entraîne son correspondant hollandais Van Mitten, qui s'y résout à contrecœur, et son neveu Ahmet, qui doit se marier à une date dévolue.

## Personnages
- Kéraban, Turc[1].
- Ahmet, son neveu, Turc.
- Van Mitten, Hollandais.
- Bruno, son domestique, Hollandais.
- Nizib, Turc.
- Sélim, Turc.
- Saffar, Turc de l'Asie Mineure.
- Scarpante, Maltais.
- Yarhud, Maltais.
- Yanar, Kurde du Kurdistan.
- Kidros, Turc de l'Asie Mineure.
- Amasia, Turque.
- Nedjeb, Zingar.
- Saraboul, Kurde.
- Chef de police, Turc.
- Maître de relais, Russe.
- Cantonnier, Russe du Caucase.
- Chef de bandits, Turc de l'Asie Mineure.
- Juge, Turc de Trébizonde.
- Premier Turc.
- Deuxième Turc.
- Premier Européen.
- Deuxième Européen.
- Gardien du phare, Turc de l'Asie Mineure.
- Garçon de café, Turc.
- Maître de café, Turc.

## Commentaires
La pièce et le roman ont sans doute connu une rédaction simultanée. En effet, Kéraban-le-Têtu, rempli de dialogues, est conçu dans le style du théâtre boulevardier. Charles-Noël Martin fait remarquer qu'il « est d'ailleurs à noter que ce roman a été visiblement écrit en pensant théâtre avant de penser roman. L'action, les enchaînements et les chutes sont bien dignes de l'ancien auteur de comédies. » Même dans le livre, se retrouvent des apartés incongrus dans un roman.
Verne, en froid avec Adolphe Dennery après que l'adaptation des Tribulations d'un Chinois en Chine a été abandonnée, décide de se lancer seul dans la composition de la pièce. Il reprend entièrement les dialogues du roman. Le roman se dessinait déjà comme une pièce de théâtre. Outre les dialogues et les apartés, les lieux privilégiés, le caractère des personnages (notamment le couple de serviteurs tout droit sorti de Molière), tout poussait Verne à porter le roman au théâtre, à l'époque où il songe à l'Académie française. Se souvenant de son succès avec Le Tour du monde en quatre-vingts jours, il essaie de renouer un périple semblable, en accentuant le caractère dramatique avec l'enlèvement et la délivrance d'une femme, d'ailleurs déjà présents dans la première pièce.
Les dialogues nouveaux que Verne insère dans sa pièce reprennent une version de phrases non dialoguées dans le roman. Ceux-ci surchargent le texte, ce qui a fait venir sous la plume des critiques le terme de « dialogue insupportable », alors que ceux de « Kéraban-roman » sont non seulement plaisants, mais très naturels.
L'échec de la pièce est très mal pris par l'écrivain. Il en impute la faute à Larochelle « qui aurait fait jouer la pièce par des acteurs de drame au lieu de la faire jouer uniquement par des acteurs comiques. Dennery n'aurait pas accepté cette distribution. »

## Représentations
La pièce connaît 50 représentations du 3 septembre au 16 octobre 1883 au théâtre de la Gaîté. Elle ne couvre pas les frais engagés et rapporte à Jules Verne 11 105,05 F. 

### Distributions
- Louis Dumaine : Kéraban

## Éditions
- Bulletin de la Société Jules Verne 85/86. 1988.